# 隊長

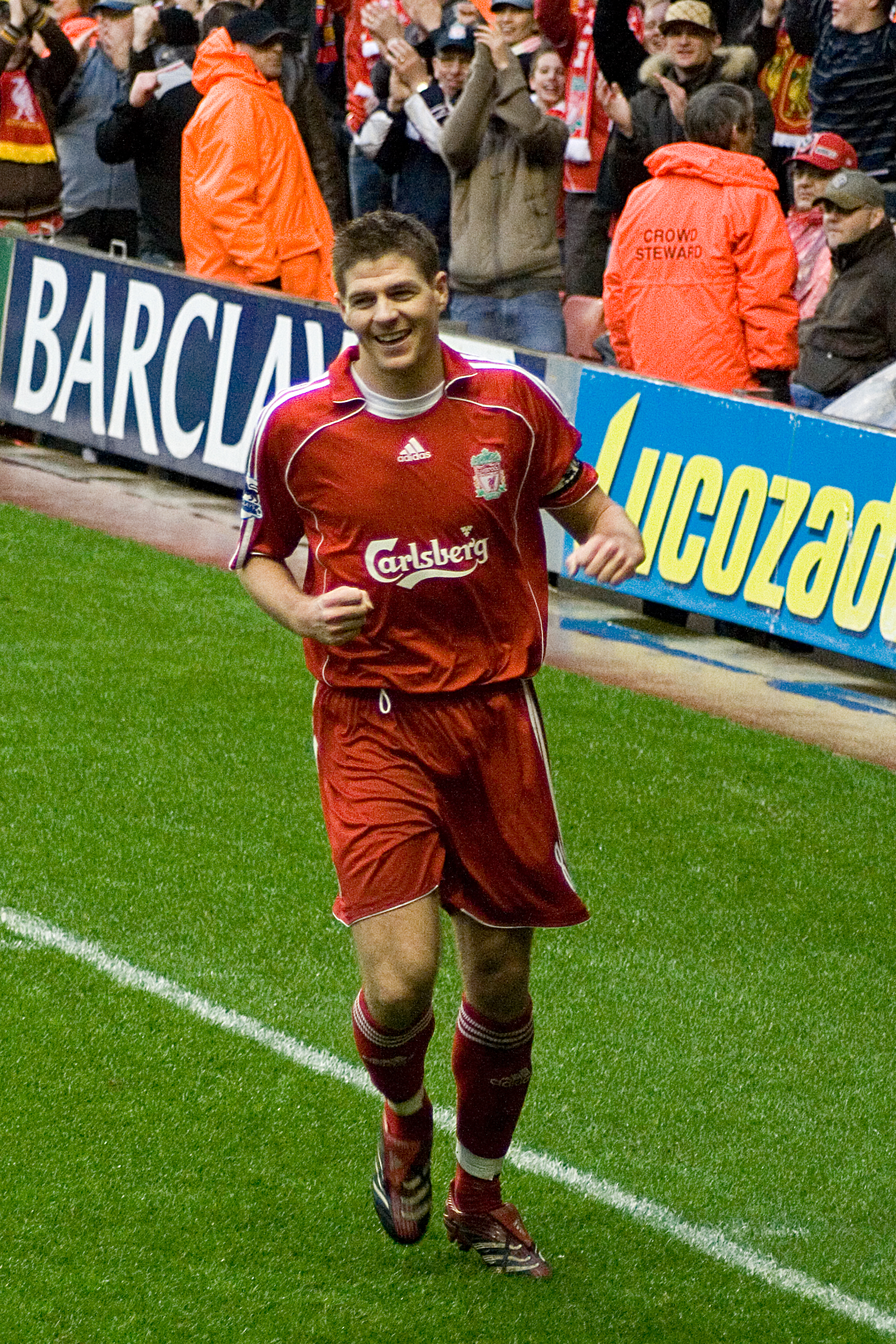
史提芬·謝拉特，前利物浦和英格蘭的隊長

隊長是團隊運動中的一個頭銜，由運動員之中經由指定或互選一人擔任。在某些情況下，隊長可能在比賽和團隊合作方面負有重大的責任。
- 隊長 (足球)
- 隊長 (冰球)

## 另見
- 領隊
- 總教練 (棒球)